# Najeta pastirja
Najeta pastirja (1851) je slika prerafaelitskega umetnika Williama Holmana Hunta. Predstavlja pastirja, ki zanemarja svojo čredo v prid privlačne podeželske deklice, ki ji pokaže sokolovo glavo. O pomenu slike se je veliko razpravljalo.

## Kompozicija
Hunt je sliko naslikal, ko je živel in delal v tesnem sodelovanju z Johnom Everettom Millaisom, ki je istočasno slikal Ofelijo blizu reke Hogsmill blizu kraja Ewell v Surreyu. Obe sliki prikazujeta angleški podeželski prizor, katerega nedolžnost motijo subtilne, a globoko grozeče kršitve naravne harmonije. Na Huntovi sliki pastir ignorira svojo čredo ovac, od katerih ena zatava preko jarka k pšeničnemu polju. Ta kršitev meja je vzporedna s pastirjevimi fizičnimi vdori v osebni prostor mlade ženske, ki se odziva dvoumno, kar bi lahko razlagali kot sokrivdo ali zavedno skepso. Ko ji pokaže veščo, jo objame preko ramen.
Hunt je za model uporabil lokalno podeželsko dekle Emmo Watkins. Zaradi eksotičnih lastnosti jo je Prerafaelitska bratovščina poznala pod imenom Koptska. Watkinsova je odpotovala v London, kjer je za Hunt dopolnil sliko, vendar se je vrnila domov, potem ko se ni uspela samostojno uveljaviti kot model. Model moške postave ni znan, verjetno pa je bil profesionalec.
Ko je bila prvič prikazana na Kraljevi akademiji, jo je spremljal citat iz Kralja Leara:
Spiš ali bediš, moj zali pastir?
Ovce so šle v proso:
le en sam žvižg tvojih milih ust,
pa v prosu škode ne bo.

## Interpretacija
Potem ko je bila razstavljena, so Huntovi sovražniki obsodili sliko zaradi njene vulgarnosti in nasprotovali njeni upodobitvi z rdečimi in spolno neoviranimi ljudmi. The Illustrated London News je nasprotoval »ognjeno rdeči koži« in »ščetinastim lasem« Huntovih kmetov (22. maja 1852, str. 407). Athenaeum je bil še posebej užaljen zaradi te »rustikalne najbolj grobe sorte ... zardele in opite« od preveč jabolčnika. Vztrajali so, da je »razburjenost in razkošnost tega para v nasprotju z bledostjo in patosom slike gospoda Millaisa [Ofelija]«. (22. maj 1852, str. 581-3)
Njegovi zagovorniki so vztrajali, da je slika neokrnjena podoba družbenega dejstva. Sam Hunt pa je namignil, da ima v mislih skriti pomen, trditev, ki jo je obdelal v pismu, ko je sliko prevzela Manchester Art Gallery. Hunt je zatrdil, da namerava par simbolizirati nesmiselne teološke razprave, ki so zavzele krščanske cerkve, medtem ko je njihova 'čreda' zašla zaradi pomanjkanja ustreznih moralnih navodil. Zaradi tega je bil naslov svetopisemska aluzija; v zgodbi o Dobrem pastirju (v različici Kralja Jakoba) je dobri pastir izrecno v nasprotju s pastirjem najemnikom, ki mu za ovce ni mar. (Janezov evangelij Jn 10,11-15)

## Literarni pomen
Leta 1859 je Robert Barnabas Brough v reviji  Charlesa Dickensa Household Words objavil kratko zgodbo z naslovom Calmuck. Šlo je za prikrito pripoved o Huntovih izkušnjah pri slikanju slike in njegovih odnosih z njegovim modelom Emmo Watkins. Nekateri Huntovi sorodniki so bili šokirani nad očitnimi posledicami, da je Watkinsonova prišla v London, da bi bila z Huntom. Hunt je Dickensu napisal ogorčeno pismo, ko je trdil, da se ne zaveda, da zgodba temelji na resničnih dogodkih.
Brian Aldiss je sliko uporabil kot lajtmotiv v svojem romanu iz leta 1968 Poročilo o verjetnosti A.